# Jerónimo de Corella
Fray Jerónimo de Corella fue un obispo español de la Orden de San Jerónimo.

## Obra
Llegó a la Provincia de Honduras o Higueras en 1556. La Diócesis se encontraba en Trujillo y la gobernación jurisdiccional era toda la provincia y es por ello que en 1558 y estando en su periodo de prelado de la diócesis de Honduras, el obispo Jerónimo de Corella trasladó la sede episcopal a la Villa de Santa María de la Nueva Valladolid de Comayagua debido a los muchos problemas en Tegucigalpa. Desde Comayagua y durante su administración diocesana se emprendió la evangelización de todo el territorio, por los frailes de la Orden franciscana y la Orden de la Merced.
Al ser nombrado obispo de Comayagua, Fray Jerónimo de Corella recibió de su padre, el conde de Cocentaina, como obsequio un reloj para colocarlo en la Catedral de Comayagua. Dicho reloj es de manufactura árabe y lo obtuvo en la toma de Granada, España, como botín de guerra en 1492 y está considerado uno de los más antiguos de América en funcionamiento.